# Barrio Bajo (San Juan de Aznalfarache)

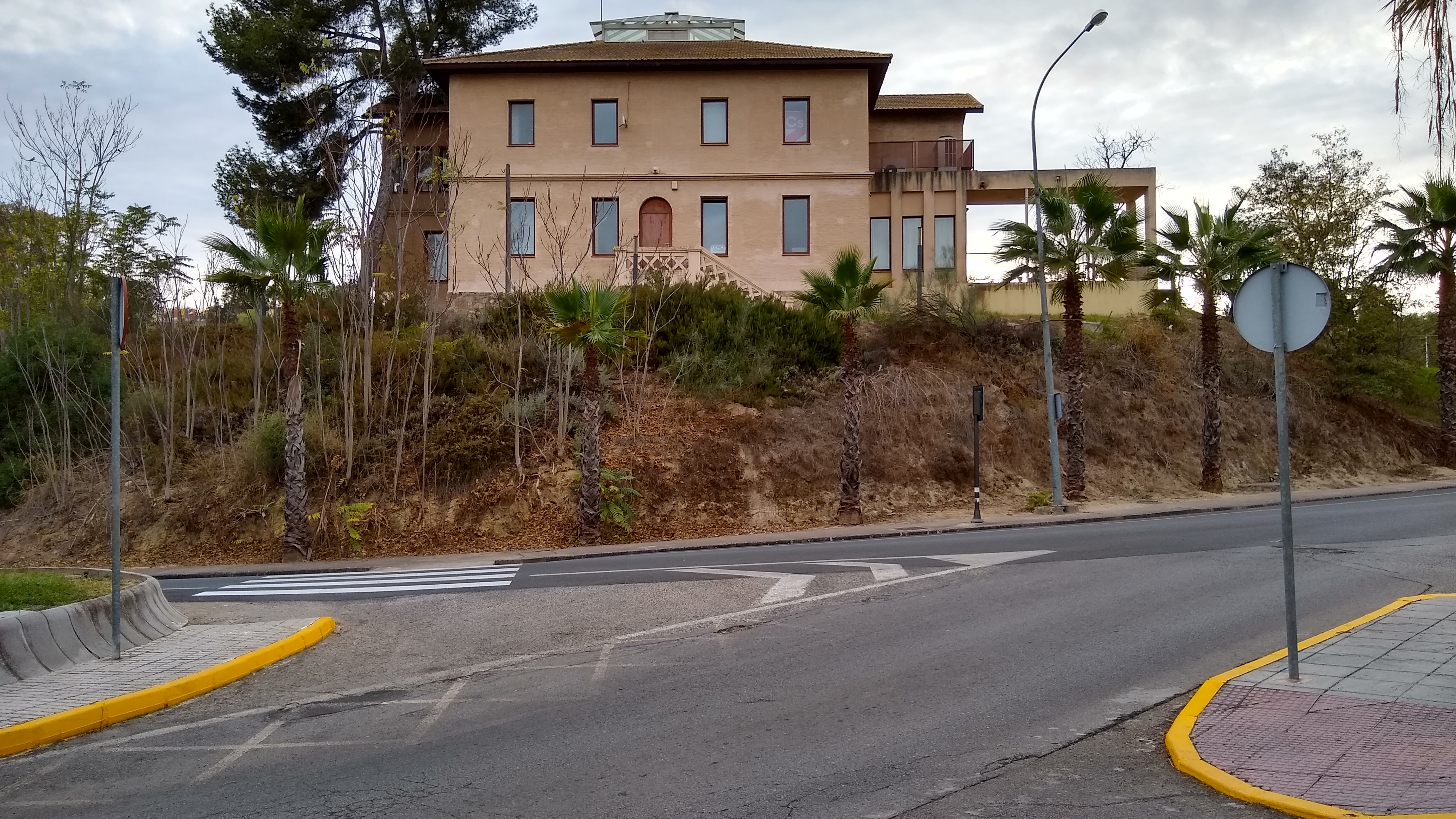
Vista de la Casa de Minas de Cala, ubicada en el Barrio Bajo.

El Barrio Bajo es una zona del municipio español de San Juan de Aznalfarache (Sevilla) que se encuentra situada en las proximidades del río Guadalquivir, frente a la dehesa de Tablada. Debe su nombre a que está situado en un valle, entre el Barrio Alto y la Barriada del Monumento, situados ambos núcleos en montes.
Es donde se encuentra la Estación de Metro San Juan Bajo, el Ayuntamiento de San Juan de Aznalfarache, la Iglesia de San Juan Bautista, el Puente de Hierro de San Juan y grandes superficies comerciales como El Corte Inglés, Hipercor, Conforama o gasolineras Shell y Cepsa. También es el lugar desde donde están unidas Sevilla y San Juan de Aznalfarache. Era el punto de destino del ferrocarril de vía estrecha procedente de las minas de Cala, donde se embarcaban los materiales junto al río. E esta zona la compañía de las Minas de Cala también poseía unas oficinas. Salvo varios bloques de pisos, priman las casas de dos o tres plantas.